# Trichiurus nickolensis
Trichiurus nickolensis är en fiskart som beskrevs av Burhanuddin och Iwatsuki 2003. Trichiurus nickolensis ingår i släktet Trichiurus och familjen Trichiuridae. Inga underarter finns listade i Catalogue of Life.